# Tetranchyroderma bunti
Tetranchyroderma bunti is een buikharige uit de familie Thaumastodermatidae. Het dier komt uit het geslacht Tetranchyroderma. Tetranchyroderma bunti werd in 1970 voor het eerst wetenschappelijk beschreven door Thane-Fenchel. 